# Josimar Higino Pereira
Josimar Higino Pereira, född 19 december 1961 i Rio de Janeiro, är en brasiliansk före detta fotbollsspelare. Han representerade Brasilien vid såväl VM 1986 som Copa América 1987 och 1989, där laget vann guld.
Den norska månadsskriften om fotboll, Josimar har tagit sitt namn efter Josimar Higino Pereira.

## Spelarkarriär
Josimar spelade sju säsonger för moderklubben Botafogo, innan han 1990 prövade lyckan i Europa och Sevilla. Sejouren blev dock kortvarig och efter att ha spelat bara tretton matcher återvände Josimar till Brasilien.

### Landslag
Josimar representerade Brasilien vid U-20 VM 1981.
1986 togs han ut i truppen till VM i Mexico. Han spelade gruppspelsmatchen mot Nordirland och slutspelsmatcherna mot Polen och Frankrike och var målskytt mot både Nordirland och Polen, vilket var hans enda landslagsmål i karriären. Han togs även ut i turneringens all-star team.
Josimar togs också ut i landslaget till Copa América både 1987 och 1989, där laget vann  guld.

## Meriter
- Copa América: 1

1989 med Brasilien.
- Mästare i Campeonato Carioca: 1

1989 med Botafogo.
- Mästare i Campeonato Cearense: 1

1992 med Ceará.